# Ченерійський базисний тунель
Ченерійський базисний тунель (італ. Galleria di base del Monte Ceneri) — залізничний базисний тунель у швейцарському кантоні Тічино, що складається з двох одноколійних тунелів довжиною 15,4 км. Він пролягає під перевалом Монте-Ченері, між населеними пунктами Каморіно у долині Магадіно, і Вецією біля Лугано, оминаючи колишню високогірну залізничну колію через Ченерійський залізничний тунель. Є частиною New Railway Link through the Alps (NRLA) — інфраструктурного проєкту з прискореного залізничного сполучення між півднем і північчю через Швейцарські Альпи.
Між 1999 і 2003 роками біля Сіджиріно було пробито розвідувальну штольню для збору геологічних даних про гірські породи на рівні Ченерійського базисного тунелю. Відповідно до цих даних було вирішено здійснити проходку більшої частини тунелю за допомоги традиційних буропідривних методів, і лише невелику частину за допомоги швидшої тунелепрохідницької машини. І Ченерійський, і Готтардський базисні тунелі було побудовано компанією Alptransit Gotthard AG за контрактом Швейцарського федерального уряду. Спорудження двох одноколійних тунелів розпочалося в березні 2006 року. Офіційний старт фази будівництва тунелю було відзначено 2 червня 2006 року закладанням першого каменя. Збійка відбулася 21 січня 2016 року (західний тунель) і 26 січня 2016 року (східний тунель). Залізничне сполучення розпочато 4 вересня 2020 року, планова експлуатація з переведенням регулярного трафіку розпочата 13 грудня 2020 року.
Після свого відкриття Ченерійський базисний тунель став важливим південним доповненням для Готтардського базисного тунелю, оскільки попередній, пропорційно крутіший шлях через перевал Монте-Ченері не годиться для високошвидкісних залізниць або сильнозавантажених потягів. Іншим доповненням є Луїнське сполучення вздовж озера Маджоре, яке Італія має модернізувати після відкриття Готтардського базисного тунелю. Обидва шляхи сходяться в долині Магадіно, у майбутньому вузлі Каморіно (італ. Nodo di Camorino). Ченерійський базисний тунель має розвантажити регіональний залізничний трафік, переважно між великими містами Локарно й Лугано, але також між Беллінцоною й Лугано. Час подорожі на Treni Regionali Ticino Lombardia, залізниці типу S-Bahn, з Локарно до Лугано зменшився з 50 до 22 хвилин.

## Історія

### Опис

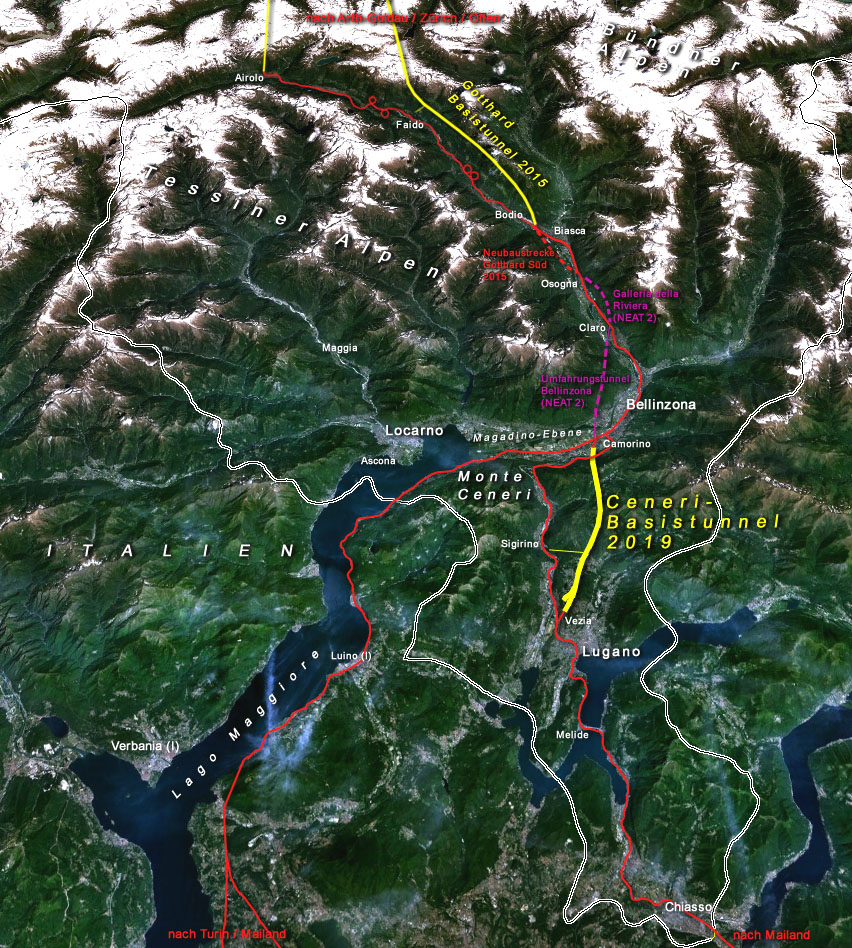
Готтардський і Ченерійський базисні тунелі. Маршрут через Луїно простягається узбережжями озер.

Ченерійський базисний тунель пролягає найнижче з усіх сполучень через вісь Монте-Ченері, сполучаючи Каморіно у долині Магадіно з Вецією біля Лугано. Новий тунель перебирає транспортні потоки старої гірської залізниці, що пролягає через історичний Ченерійський залізничний тунель. Тунель є лише однією чергою масштабнішого проєкту, відомого за назвою «Нове залізничне сполучення через Альпи» (NRLA), що розробляється компанією AlpTransit Gotthard AG (ATG), дочірнім підприємством Швейцарських федеральних залізниць (SBB). Поставши до ладу в грудні 2020 року, Ченерійський базисний тунель разом із довшим Готтардським базисним тунелем суттєво скорочує часи подорожі пасажирських і вантажних потягів між Цюрихом на півночі Швейцарії та Міланом на півночі Італії через менший градієнт нахилу маршруту, ніж у старої залізниці.
Ченерійський базисний тунель складається з пари паралельних тунелів, кожен з яких містить одну колію, на відстані 40 м від одного та сполучених 46 евакуаційними переходами кожні 325 м. Пролягаючи між містечками Каморіно і Веція, він має загальну довжину 39,78 км; східний тунель завдовжки 15,45 км і західний завдовжки 15,28 км. У Сіджиріно збудовано центр управління, що контролює вентиляцію та логістичну діяльність. З оперативного погляду, Ченерійський базисний тунель передбачає щоденне проходження понад 300 потягів в обидва боки. Його обладнано сигналізацією ETCS 2-го рівня, дозволяючи потягам долати його зі швидкістю до 250 км/год. Для подолання надзвичайних ситуацій Швейцарські федеральні залізниці придбали парк спеціальних рятувальних потягів, обладнаних спеціалізованим пожежогасильним устаткуванням та іншими корисними функціями, як автономна подача повітря.
Ченерійський базисний тунель було затверджено в липні 2001 року Федеральною радою Швейцарії, що відкрило шлях для початку детального планування. 2003 року парламент підтримав обране трасування, протягом 2005 року проєкт отримав перше фінансування. У квітні 2007 року AlpTransit Gotthard AG підписала контракт на 85 млн CHF ($91,52 млн) на будівництво перших підземних елементів тунелю з консорціумом Consorzio Monte Ceneri (CMC) JV, що було утворено із CSC, Лугано, Frutiger, Туна, Rothpletz, Lienhard & Cie і Аарау. Протягом червня 2009 року рада директорів AlpTransit Gotthard AG оголосила, що уклала основний контракт на будівництво тунелю з консорціумом Consorzio Condotte Cossi. На той час введення тунелю в експлуатацію очікувалося на грудень 2020 року. Цей контракт було оцінено в 987 млн CHF ($1,6 млрд). Ймовірні загальні витрати на Ченерійський базисний тунель становлять 2,4 млрд CHF ($2,58 млрд).

### Будівництво

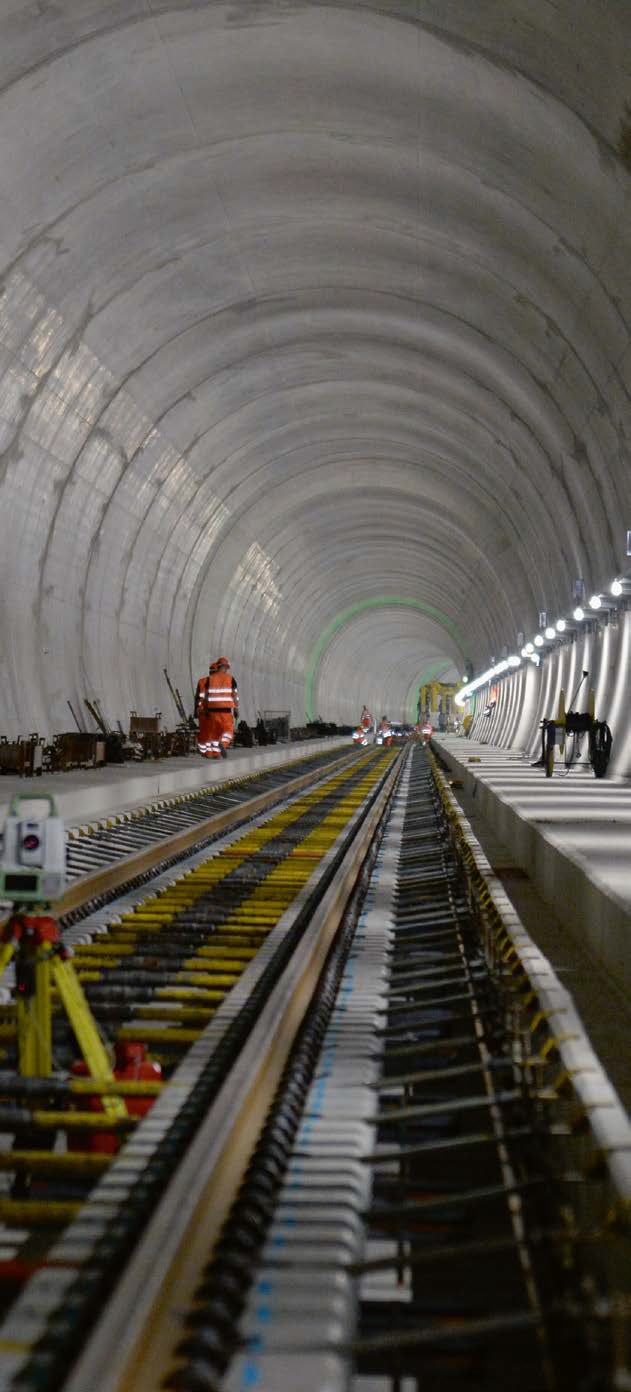
Кінцеві роботи в західному тунелі

Протягом червня 2006 року офіційно розпочаті будівельні роботи. У листопаді 2008 року завершена проходка 2,4-кілометрової штольні, унаслідок якої пройдено 160000 м³ гірської породи. Тунелепрохідницький комплекс від Robbins Company, обладнаний 483-міліметровими ножами, використовувався для проходки штольні протягом 10 місяців, під час яких він проходив щоденно 18,5 м. Протягом весни 2010 року розпочалися роботи з проходки самого Ченерійського базисного тунелю. Протягом березня 2010 року повідомлено про початок буропідривних робіт. Наприкінці року темпи проходки пішли повним ходом. Буріння близько 37,49 км тунелю (включно з двома головними тунелями та переходами) виконано за допомоги комбінації звичних буропідривних методів, а залишок пройдено тунелепрохідницькою машиною.
Збійка в західному тунелі між Сіджиріно й Вецією відбулася 17 березня 2015 року. Збійка у східному тунелі між Сіджиріно й Вецією відбулася 30 березня 2015 року. 21 січня 2016 року збійка відбулася в західному тунелі між Сіджиріно й Віганою, а в східному тунелі — 26 січня 2016 року. Того ж дня оголошено про завершення буріння, наступним великим етапом робіт стало облаштування залізничної інфраструктури. Протягом лютого 2017 року під час церемонії було встановлено останній бетонний блок, довівши тунель до структурної готовності.
Протягом серпня 2013 року Mons Ceneris Consortium, очолюваний Mancini & Marti, отримав контракт вартістю 96 млн франків ($103,36 млн) на облаштування залізничних колій і матеріально-технічне забезпечення. Того ж місяця CPC Consortium, очолюваний Cablex, отримав контракт вартістю 129 млн CHF ($138,89 млн) на створення залізничних систем і надання загальних послуг з координації. Планування, розробка, встановлення та введення системи контролю тунелю в експлуатацію, керованої з центру управління в Полледжо, доручені Tunnel Control Systems. Розподіл контрактів відбувався не без суперечок — Федеральний суд Швейцарії згодом задовільнив декілька апеляцій стосовно процедури надання контрактів. У певний момент здавалося, що завершення Ченерійського базисного тунелю може відкластися внаслідок правових суперечок. Однак, протягом вересня 2014 року суперечку було врегульовано, що розблокувало процедуру надання контрактів і продовження робіт.
Протягом 2017 року розпочато встановлення колій, кабелів, систем телекомунікацій і радіо, систем автоматизації, контактних мереж та різноманітних систем безпеки й контролю. Протягом серпня 2017 року закладено перші дистанції безбаластних колій у північному кінці східного тунелю. 30 травня 2018 року укладені останні шпали, уможливлюючи залізничний рух усією довжиною тунелю.
Тунель офіційно відкрито 4 вересня 2020 року. Планова експлуатація розпочата 13 грудня 2020 року. Будівництво коштувало 2,5 млрд франків.
| Рік         | Місяць      | Загалом пройдено | Загалом пройдено |
| Рік         | Місяць      | км               | %                |
| ----------- | ----------- | ---------------- | ---------------- |
| 2010        | 1 січня     | 7,600 км         | 18,9 %           |
| 2010        | 1 лютого    | 7,637 км         | 19,0 %           |
| 2010        | 1 березня   | 7,673 км         | 19,1 %           |
| 2010        | 1 квітня    | 7,731 км         | 19,4 %           |
| 2010        | 1 травня    | 7,880 км         | 19,8 %           |
| 2010        | 1 червня    | 8,101 км         | 20,4 %           |
| 2010        | 1 липня     | 8,344 км         | 21,0 %           |
| 2010        | 1 серпня    | 8,816 км         | 22,2 %           |
| 2010        | 1 вересня   | 9,102 км         | 22,9 %           |
| 2010        | 1 жовтня    | 9,466 км         | 23,8 %           |
| 2010        | 1 листопада | 9,962 км         | 25,0 %           |
| 2010        | 1 грудня    | 10,460 км        | 26,3 %           |
| 2011        | 1 січня     | 10,820 км        | 27,2 %           |
| 2011        | 1 лютого    | 11,360 км        | 28,6 %           |
| 2011        | 1 березня   | 11,890 км        | 29,9 %           |
| 2011        | 1 квітня    | 12,345 км        | 31,0 %           |
| 2011        | 1 травня    | 12,660 км        | 31,8 %           |
| 2011        | 1 червня    | 13,140 км        | 33,0 %           |
| 2011        | 1 липня     | 13,580 км        | 34,2 %           |
| 2011        | 1 серпня    | 13,960 км        | 35,1 %           |
| 2011        | 1 вересня   | 14,240 км        | 35,8 %           |
| 2011        | 1 жовтня    | 14,780 км        | 37,2 %           |
| 2011        | 1 листопада | 15,550 км        | 39,1 %           |
| 2011        | 1 грудня    | 16,270 км        | 40,9 %           |
| 2012        | 1 січня     | 16,800 км        | 42,4 %           |
| 2012        | 1 лютого    | 17,390 км        | 43,7 %           |
| 2012        | 1 березня   | 17,900 км        | 45,2 %           |
| 2012        | 1 квітня    | 18,600 км        | 46,9 %           |
| 2012        | 1 травня    | 19,200 км        | 48,3 %           |
| 2012        | 1 червня    | 20,000 км        | 50,3 %           |
| 2012        | 1 липня     | 20,600 км        | 51,8 %           |
| 2012        | 1 серпня    | 21,100 км        | 53,1 %           |
| 2012        | 1 вересня   | 21,300 км        | 53,7 %           |
| 2012        | 1 жовтня    | 21,800 км        | 54,8 %           |
| 2012        | 1 листопада | 22,300 км        | 56,0 %           |
| 2012        | 1 грудня    | 22,800 км        | 57,3 %           |
| 2013        | 1 січня     | 23,000 км        | 57,9 %           |
| 2013        | 1 лютого    | 23,500 км        | 59,0 %           |
| 2013        | 1 березня   | 24,000 км        | 60,5 %           |
| 2013        | 1 квітня    | 24,600 км        | 61,8 %           |
| 2013        | 1 травня    | 25,160 км        | 63,2 %           |
| 2013        | 1 червня    | 25,670 км        | 64,5 %           |
| 2013        | 1 липня     | 26,120 км        | 65,6 %           |
| 2013        | 1 серпня    | 26,400 км        | 66,5 %           |
| 2013        | 1 вересня   | 26,800 км        | 67,4 %           |
| 2013        | 1 жовтня    | 27,300 км        | 68,6 %           |
| 2013        | 1 листопада | 27,850 км        | 70,0 %           |
| 2013        | 1 грудня    | 28,500 км        | 71,7 %           |
| 2014        | 1 січня     | 28,500 км        | 71,7 %           |
| 2014        | 1 лютого    | 29,400 км        | 73,9 %           |
| 2014        | 1 березня   | 29,700 км        | 74,8 %           |
| 2014        | 1 квітня    | 30,230 км        | 76,0 %           |
| 2014        | 1 травня    | 30,620 км        | 76,9 %           |
| 2014        | 1 червня    | 31,280 км        | 78,6 %           |
| 2014        | 1 липня     | 31,930 км        | 80,2 %           |
| 2014        | 1 серпня    | 32,590 км        | 81,9 %           |
| 2014        | 1 вересня   | 32,830 км        | 82,5 %           |
| 2014        | 1 жовтня    | 33,490 км        | 84,1 %           |
| 2014        | 1 листопада | 33,980 км        | 85,4 %           |
| 2014        | 1 грудня    | 34,400 км        | 86,4 %           |
| 2015        | 1 січня     | 34,750 км        | 87,3 %           |
| 2015        | 1 лютого    | 35,350 км        | 88,8 %           |
| 2015        | 1 березня   | 35,910 км        | 90,2 %           |
| 2015        | 1 квітня    | 36,330 км        | 91,3 %           |
| 2015        | 1 травня    | 36,810 км        | 92,5 %           |
| 2015        | 1 червня    | 37,350 км        | 93,8 %           |
| 2015        | 1 липня     | 37,680 км        | 94,7 %           |
| 2015        | 1 серпня    | 38,090 км        | 95,7 %           |
| 2015        | 1 вересня   | 38,280 км        | 96,2 %           |
| 2015        | 1 жовтня    | 38,660 км        | 97,2 %           |
| 2015        | 1 листопада | 38,970 км        | 97,9 %           |
| 2015        | 1 грудня    | 39,430 км        | 99,1 %           |
| 2016        | 1 січня     | 39,670 км        | 99,7 %           |
| 2016        | 1 лютого    | 39,780 км        | 100 %            |
| Нотатка: 1. |             |                  |                  |

Щомісячний прогрес був доступний онлайн.